# Ільєус-Ітабуна (мікрорегіон)
Ільєус-Ітабуна (порт. Microrregião de Ilhéus-Itabuna) — мікрорегіон в Бразилії, входить в штат Баїя. Складова частина мезорегіону Південь штату Баїя. Населення становить 1 075 311 чоловік на 2005 рік. Займає площу 21 308,944 км². Густота населення — 50,5 чол./км².

## Склад мікрорегіону
До складу мікрорегіону включені наступні муніципалітети:
1. Алмадіна
2. Аратака
3. Ауреліну-Леал
4. Барра-ду-Роша
5. Белмонті
6. Буерарема
7. Камакан
8. Канавіейрас
9. Коарасі
10. Фірміну-Алвіс
11. Флореста-Азул
12. Ганду
13. Гонгожи
14. Говернадор-Ломанту-Жуніор
15. Ібікараї
16. Ібірапітанга
17. Ібіратая
18. Ільєус
19. Іпіау
20. Ітабуна
21. Ітакаре
22. Ітажиба
23. Ітажу-ду-Колонія
24. Ітажуїпі
25. Ітамарі
26. Ітапебі
27. Ітапітанга
28. Ітапе
29. Жусарі
30. Маскоті
31. Нова-Ібія
32. Пау-Бразіл
33. Санта-Крус-да-Віторія
34. Санта-Лузія
35. Сан-Жозе-да-Віторія
36. Теоландія
37. Убаїтаба
38. Убатан
39. Уна
40. Урусука
41. Венсеслау-Гімарайнс

| Бразилія | Це незавершена стаття з географії Бразилії. Ви можете допомогти проєкту, виправивши або дописавши її. |